# Маркиз де Вила-Реал
Маркиз де Вила-Реал — португальский дворянский титул. Был создан 1 марта 1489 года указом короля Португалии Жуана II для дона Педру де Менезеша, также известного как Педру II де Менезеш, 3-го графа де Вила-Реал.
Семейство Вила-Реал был самым могущественным аристократическим домом в Португалии в XVI—XVII веках, уступая только герцогам Браганса и герцогам Авейру.
Испанские Габсбурги, чтобы вознаградить маркизов де Вила-Реал за их поддержку короны Испании в 1580 году, предоставили дому Вила-Реал новые титулы (герцог де Вила-Реал, герцог де Каминья). Однако все титулы были упразднены, а владения конфискованы в 1641 году, когда Луиш де Норонья и Менезеш, 7-й маркиз де Вила-Реал, и его сын, Мигел Луиш де Менезеш, 2-й герцог де Каминья, были казнены за государственную измену по указу нового короля Португалии Жуана IV, поскольку они выступали в поддержку прав испанских Габсбургов на португальский престол.

## Список маркизов де Вила-Реал
1. Педру де Менезеш, 1-й маркиз де Вила-Реал[порт.] (1425—1499), также известен как Педру II де Менезеш, 3-й граф де Вила-Реал и 7-й граф де Орен. Сын Фернанду де Нороньи, 2-го графа де Вила-Реал (1378—1445), и Беатриш де Менезеш, 2-й графини де Вила-Реал
2. Фернанду де Менезеш, 2-й маркиз де Вила-Реал[порт.] (1463—?), также известен как Фернанду II де Менезеш, 4-й граф де Вила-Реал. Старший сын предыдущего и Беатриш де Браганса
3. Педру де Менезеш, 3-й маркиз де Вила-Реал[порт.] (1486—?), также известен как Педру III де Менезеш, 5-й граф де Вила-Реал. Старший сын предыдущего и Марии Фрейре де Андраде.
4. Мигел де Менезеш, 4-й маркиз де Вила-Реал[порт.] (1520—?), также известен как Мигел I де Менезеш, 6-й граф де Вила-Реал. Старший сын предыдущего и Беатриш де Лара
5. Мануэл де Менезеш, 5-й маркиз де Вила-Реал[порт.] (1530—?), также известен как Мануэл де Менезеш, 1-й герцог де Вила-Реал и 7-й граф де Вила-Реал. Младший брат предыдущего
6. Мигел Луиш де Менезеш, 6-й маркиз де Вила-Реал[порт.] (1565—1637), также известен как Мигел II де Менезеш, 1-й герцог де Каминья и 8-й граф де Вила-Реал. Старший сын предыдущего и Марии да Силва
7. Луиш де Норонья и Менезеш, 7-й маркиз де Вила-Реал[порт.] (1570—1641), также известен как Луиш де Менезеш, 9-й граф де Вила-Реал. Младший брат предыдущего.

Дом Вила-Реал ведет своё происхождение от дона Педру де Менезеша (1370—1437), также известного как Педру I де Менезеш, 1-го графа де Вила-Реал, 2-го графа Виана-ду-Алентежу и 1-го губернатора Сеуты после завоевания города португальцами в 1415 году. Графы, а затем маркизы де Вила-Реал, вели своё происхождение от короля Португалии Фернанду I и короля Кастилии Энрике II. Педру ди Менезеш был сыном дворянина Жуана Афонсу Телу де Менезеша, 1-го графа Орена, 1-го графа Виана-ду-Алентежу (?—1381), и сеньоры Вила-Реал Майор Портокарреро и Сильва. Педру приходился двоюродным братом Леоноре Теллеш де Менезеш, королеве Португалии и супруге Фернанду I.
Когда Луиш де Норонья и Менезеш, 7-й граф де Вила-Реал (1570—1641), вместе со своим сыном, Мигелем Луишем де Менезешем, 2-м герцогом де Каминья (1614—1641), был казнен в Лиссабоне за государственную измену в августе 1641 года, его дочь Мария Беатриш де Менезеш (1614—1668), вышедшая вторично замуж за испанского графа де Медельина, осталась в Испании.
Чтобы вознаградить её за верность испанским Габсбургам, король Испании Филипп IV 23 марта 1660 года пожаловал ей титул маркизы де Вильярреаль как испанский титул. Беатриш де Менезеш никогда не возвращалась на родину, а этот титул никогда не признавался в Португалии.